# فولویو والبوسا
فولویو والبوسا (ایتالیایی: Fulvio Valbusa؛ زادهٔ ۱۵ فوریهٔ ۱۹۶۹) اسکی‌باز صحرانوردی اهل ایتالیا بود.